# 崔藝珍
崔藝珍（韓語：최예진，1977年—）是華盛頓大學韋斯納-斯立夫卡計算機科學講座教授。她的研究涉及自然語言處理和電腦視覺。

## 早年生活和教育
崔藝珍出生於韓國。她曾就讀於首爾大學。在獲得計算機科學學士學位後，崔藝珍移居美國，進入康乃爾大學攻讀研究生。在那裡，她與克萊爾·卡迪一起研究自然語言處理。獲得博士學位後，崔藝珍進入石溪大學擔任計算機科學助理教授。在石溪大學，崔藝珍開發了一種識別虛假酒店評論的統計技術。

## 職業生涯
2018年，崔藝珍加入艾倫人工智慧研究院。她的研究旨在賦予電腦對書面語言的統計理解能力。她對神經網路及其在人工智慧中的應用產生濃厚的興趣。她開始建立一個知識庫，後來被稱為機器常識圖譜（ATOMIC）。當她完成ATOMIC的創建時，語言模型產生預訓練轉換器2（GPT-2）已經發布。ATOMIC並未使用語言規則，而是在神經網路中結合不同語言的表徵。
2020年，崔藝珍被授予布雷特·赫爾塞爾教授職位，直到2023年成為計算機科學系主任。從那時起，她就開始利用常識變換器（COMET）和GOFAI。這種方法結合了符號推理和神經網路。她所發展的計算模型可以檢測出語言中不利於弱勢族群的偏見。例如一項研究表明，女性電影角色被描繪得不如男性角色強大。
2023年，崔藝珍成為韋斯納-斯立夫卡計算機科學講座教授。

## 榮譽
- 國際電腦視覺大會（英语：International Conference on Computer Vision）馬爾獎（2013）[11][12]
- IEEE人工智慧關注人物（2016）[11]
- Facebook ParlAI 研究獎（2017）[13]
- 安妮塔·博格早期職業獎（2018）[10]
- 人工智慧促進協會優秀論文獎（2020）[14]
- 神經信息處理系統大會優秀論文獎（2021）[15]
- 計算語言學協會時間測驗論文獎（2021）[16]
- 国际计算机视觉与模式识别会议朗蓋特-希金斯獎（2021）[17]
- 計算語言學協會北美分會（英语：North American Chapter of the Association for Computational Linguistics）最佳論文獎（2022）[18]
- 國際機器學習大會（英语：International Conference on Machine Learning）優秀論文獎（2022）[19]
- 麥克阿瑟獎（2022）[20]
- 計算語言學協會最佳論文獎 Best Paper Award（2023）[21]

## 部分出版
- Ott, Myle; Choi, Yejin; Cardie, Claire; Hancock, Jeffrey T. . Proceedings of the 49th Annual Meeting of the Association for Computational Linguistics: Human Language Technologies (Portland, Oregon, USA: Association for Computational Linguistics). 2011: 309–319  [2024-03-28]. Bibcode:2011arXiv1107.4557O. ISBN 9781932432879. S2CID 2510724. arXiv:1107.4557 . （原始内容存档于2020-08-24）.
- Kulkarni, Girish; Premraj, Visruth; Ordonez, Vicente; Dhar, Sagnik; Li, Siming; Choi, Yejin; Berg, Alexander C.; Berg, Tamara L. . IEEE Transactions on Pattern Analysis and Machine Intelligence. 2013, 35 (12): 2891–2903  [2024-03-28]. CiteSeerX 10.1.1.225.5228 . ISSN 1939-3539. PMID 22848128. doi:10.1109/TPAMI.2012.162. （原始内容存档于2024-04-29）.
- Choi, Yejin; Cardie, Claire; Riloff, Ellen; Patwardhan, Siddharth. . . Morristown, NJ, USA: Association for Computational Linguistics. 2005: 355–362  [2024-03-28]. doi:10.3115/1220575.1220620 . （原始内容存档于2024-01-01）.